# Ребекка де Гуарна
Ребекка де Гуарна (Rebecca de Guarna, XIV век) — итальянский терапевт, хирург и писательница, одна из немногих известных нам женщин-врачей средневековья, одна из женщин Салерно.
Ребекка де Гуарна принадлежала к той же салернской семье, что и Ромуальд, известный священник, врач и историк. Она была студенткой Салернской врачебной школы, в котором женщины-учащиеся в те годы составляли меньшинство. Является автором работ о лихорадке (De febrius), урине (De Urinis, в которой рассматривает метод диагностики по образцу мочи) и эмбрионах (De embrione).
Вместе с Абеллой, Меркуриадой и Франческой де Романа считается одной из «Дам из Салерно», которые с самого начала посещали медицинскую школу в Салерно и способствовали «медицинскому возрождению» в Европе.